# Michael Herczeg
Michael Herczeg (* 16. Mai 1956 in Ludwigsburg) ist ein deutscher Informatiker. Er ist als Hochschullehrer und Wissenschaftler für Mensch-Maschine-Systeme und Interaktive Medien tätig.

## Leben
Herczeg studierte ab 1976 Informatik mit Studienschwerpunkt Mensch-Maschine-Kommunikation und Künstliche Intelligenz an der Universität Stuttgart, machte 1982 das Diplom und promovierte 1986 ebenfalls an der Universität Stuttgart zum Thema Architektur von Benutzungsschnittstellen. Von 1983 bis 1988 war er wissenschaftlicher Mitarbeiter am dortigen Institut für Informatik. Anschließend war er dort bis 1996 Lehrbeauftragter für Software-Ergonomie und Interaktive Systeme.
Von 1988 bis 1992 war Herczeg daneben Projektleiter für Wissensbasierte Systeme und Expertensysteme bei Bosch Telecom in Backnang, danach bis 1996 Fachabteilungsleiter in der Software-Entwicklung für Netzmanagement- und Breitbandsysteme bei der Alcatel SEL AG in Stuttgart.
1996 wurde Herczeg für ein Jahr C3-Professor für Softwaretechnik und Mensch-Maschine-Kommunikation im Fachbereich Informatik an der Fachhochschule in Gelsenkirchen und baute dort die Medieninformatik auf. 1997 nahm er eine C4-Professur für Praktische Informatik und Mensch-Computer-Interaktion an der Universität zu Lübeck an, wurde dort Direktor des Instituts für Multimediale und Interaktive Systeme, und begründete auch hier die Medieninformatik. 2005 und 2006 war er Prorektor der Universität zu Lübeck.
2002 war er an der Gründung der International School of New Media (ISNM) in Lübeck mit dem internationalen, englischsprachigen postgradualen Studiengang Digital Media beteiligt.
Michael Herczeg ist seit April 2022 im Ruhestand und nimmt dabei noch wissenschaftliche Funktionen in Hochschulen, insbesondere der Universität zu Lübeck, und Berufsgesellschaften, wie der Gesellschaft für Informatik e. V., wahr, publiziert in Fachzeitschriften und auf wissenschaftlichen Konferenzen und berät Unternehmen beim Einsatz Multimedialer und Interaktiver Computersysteme.

## Leistungen
Michael Herczeg forscht an Theorien, Modellen und Methoden für das Zusammenwirken von Mensch und Maschine. Er arbeitet dazu mit Fachleuten aus anderen Disziplinen zusammen, zum Beispiel Ingenieurwissenschaften, Psychologie, Medizin, Arbeitswissenschaften, Pädagogik, Kunst und Design.
Seine Arbeiten konzentrieren sich auf benutzer- und anwendungsgerechte Benutzerschnittstellen für Computeranwendungen. Er ist Mitbegründer der Software-Ergonomie. Seit einigen Jahren arbeitet er auch im Bereich der technischen Großsysteme und dort insbesondere an sicherheitskritischen Mensch-Maschine-Systemen wie Kernkraftwerken, Fahrzeugen und auch medizintechnischen Systemen.
Im Jahr 2001 startete er eine Initiative, um Kindern und Jugendlichen „ein zeitgemäßes Verständnis des Zusammenwirkens von Mensch und Technik, insbesondere im Zusammenhang mit Computersystemen und digitalen Medien“ zu vermitteln. Im Rahmen der beiden Projekte KiMM (Kids in Media and Motion) und LIaS (Lübecker Informatik an Schulen) wurden zusammen mit allgemeinbildenden Schulen fachübergreifende Unterrichtsmodelle von der ersten bis zur 13. Jahrgangsklasse für eine zeitgemäße Informatik- und Medienbildung entwickelt und für den Schulalltag umgesetzt.
Michael Herczeg ist Gründungsmitglied und war von 2010 bis 2016 Sprecher des Fachbereichs Mensch-Computer-Interaktion und Mitglied des Präsidiums der Gesellschaft für Informatik e. V. und Mitbegründer und früherer Sprecher der Fachgruppen Software-Ergonomie, Entwicklungswerkzeuge für Interaktive Systeme und Medieninformatik.
Er ist Herausgeber der Lehrbuchreihe Interaktive Medien und Mitherausgeber der Zeitschrift i-com beim De Gruyter Oldenbourg Wissenschaftsverlag München.
Michael Herczeg ist Aufsichtsrat in mehreren Unternehmen und wissenschaftlichen Einrichtungen, Unternehmensberater und Gutachter im Bereich Mensch-Technik-Organisation und Software-Ergonomie, insbesondere missions- und sicherheitskritischer Mensch-Maschine-Systeme. Von 1999 bis 2005 war er Mitglied des Technologie- und Innovationsrats der Landesregierung Schleswig-Holstein.

## Schriften
- Michael Herczeg: Software-Ergonomie. Grundlagen der Mensch-Computer-Kommunikation, Bonn: Addison-Wesley, 1994, ISBN 3-89319-615-3.
- Michael Herczeg: Software-Ergonomie: Theorien, Modelle und Kriterien für gebrauchstaugliche interaktive Computersysteme, 4. Auflage, München: Oldenbourg, 2018, ISBN 978-3-11-044685-2.
- Michael Herczeg, Horst Oberquelle, Wolfgang Prinz: Mensch & Computer 2002. Vom interaktiven Werkzeug zu kooperativen Arbeits- und Lernwelten, Stuttgart: Teubner, 2002, ISBN 3-51900-364-3.
- Michael Herczeg, Martin Christof Kindsmüller: Mensch & Computer 2008. Viel Mehr Interaktion, München: Oldenbourg, 2008, ISBN 978-3-486-58900-9.
- Michael Herczeg: Prozessführungssysteme. Sicherheitskritische Mensch-Maschine-Systeme und interaktive Medien zur Überwachung und Steuerung von Prozessen in Echtzeit, München/Berlin: De Gruyter/Oldenbourg, 2014, ISBN 978-3-486-58445-5.

### Herausgeber der Lehrbuchreihe Interaktive Medien
- Michael Herczeg: Software-Ergonomie. Grundlagen der Mensch-Computer-Kommunikation, 2. Auflage, München: Oldenbourg, 2005, ISBN 3-486-25052-3.
- Michael Herczeg: Software-Ergonomie: Theorien, Modelle und Kriterien für gebrauchstaugliche interaktive Computersysteme, 3. Auflage, München: Oldenbourg, 2009, ISBN 978-3-486-58725-8.
- Michael Herczeg: Software-Ergonomie: Theorien, Modelle und Kriterien für gebrauchstaugliche interaktive Computersysteme, 4. Auflage, München – Berlin: De Gruyter  Oldenbourg, 2018, ISBN 978-3-110-44685-2.
- Michael Herczeg: Interaktionsdesign. Gestaltung interaktiver und multimedialer Systeme, München: Oldenbourg, 2006, ISBN 3-486-27565-8.
- Michael Herczeg: Einführung in die Medieninformatik, München: Oldenbourg, 2006, ISBN 3-486-58103-1
- Ronald Hartwig: Ergonomie interaktiver Lernmedien. Kriterien und Entwicklungsprozesse für E-Learning-Systeme, München: Oldenbourg, 2007, ISBN 978-3-486-58468-4.
- Tom Gross, Michael Koch: Computer-Supported Cooperative Work, München: Oldenbourg, 2007, ISBN 3-486-58000-0.
- Udo Konradt, Guido Hertel: Telekooperation und virtuelle Teamarbeit, München: Oldenbourg, 2007, ISBN 3-486-27518-6.
- Huberta Kritzenberger: Multimediale und interaktive Lernräume, München: Oldenbourg, 2005, ISBN 3-486-27402-3.
- Andreas Schelske: Soziologie vernetzter Medien, München: Oldenbourg, 2006, ISBN 3-486-27396-5.